# Gift Kampamba
Gift Kampamba (Kitwe, Zambia, 1 de enero de 1979) es un exfutbolista de Zambia que jugaba en la posición de centrocampista.

## Carrera

### Club
| Periodo   | Club                  |
| --------- | --------------------- |
| 1999-2000 | Nkana FC              |
| 2000–2001 | Mamelodi Sundowns     |
| 2002      | IFK Hässleholm        |
| 2002–2005 | FC Rostov             |
| 2005      | City Pillars          |
| 2005–2007 | Sabah FA              |
| 2007–2008 | Nkana FC              |
| 2008–2009 | Mpumalanga Black Aces |
| 2009–2010 | Green Buffaloes FC    |

### Selección nacional
A nivel de selecciones menores jugó en la Copa Mundial de Fútbol Sub-20 de 1999 en Nigeria. Jugó para Zambia en 30 ocasiones de 1998 a 2005 y anotó cinco goles; participó en la Copa Africana de Naciones 2002 donde anotó el único gol de Zambia en el torneo en la derrota por 1-2 ante Egipto.